# Изен (река)
Изен (на немски: Isen) е ляв приток на Ин в Югоизточна Горна Бавария с дължина от ок. 76 километра.
Реката Изен извира при Лакен (община Майтенбет, окръг Мюлдорф на Ин). Влива се в северния бряг на река Ин при Нойьотинг на Ин. Речна система — Ин → Дунав.

## Телевизия
- Die Isen. Fernsehreihe Topographie von Dieter Wieland. Bayerischer Rundfunk 1981.
- Mein Isental. Naturdokumentation von Jan Haft. Bayerisches Fernsehen 2007. 45 min.

48°15′02″ с. ш. 12°40′20″ и. д. / 48.250556° с. ш. 12.672222° и. д.